# Sognefjord
Der Sognefjord (norwegisch Sognefjorden) im norwegischen Fylke Vestland ist der längste (205 km) und gleichzeitig der tiefste (1303 m) Fjord Europas und damit weltweit an zweiter Stelle (nach dem Kangertittivaq in Grönland). Er verästelt sich in viele kleinere Seitenarme wie zum Beispiel den Aurlandsfjord, den Lustrafjord oder den Nærøyfjord.
Sein westliches Ende liegt etwa 80 km nördlich von Bergen bei Sygnefest, sein östliches Ende ist Årdalstangen (am Årdalsfjord). Am weitesten zu Wasser vom offenen Meer entfernt ist Skjolden am Nordende des Lustrafjordes.

## Landschaft

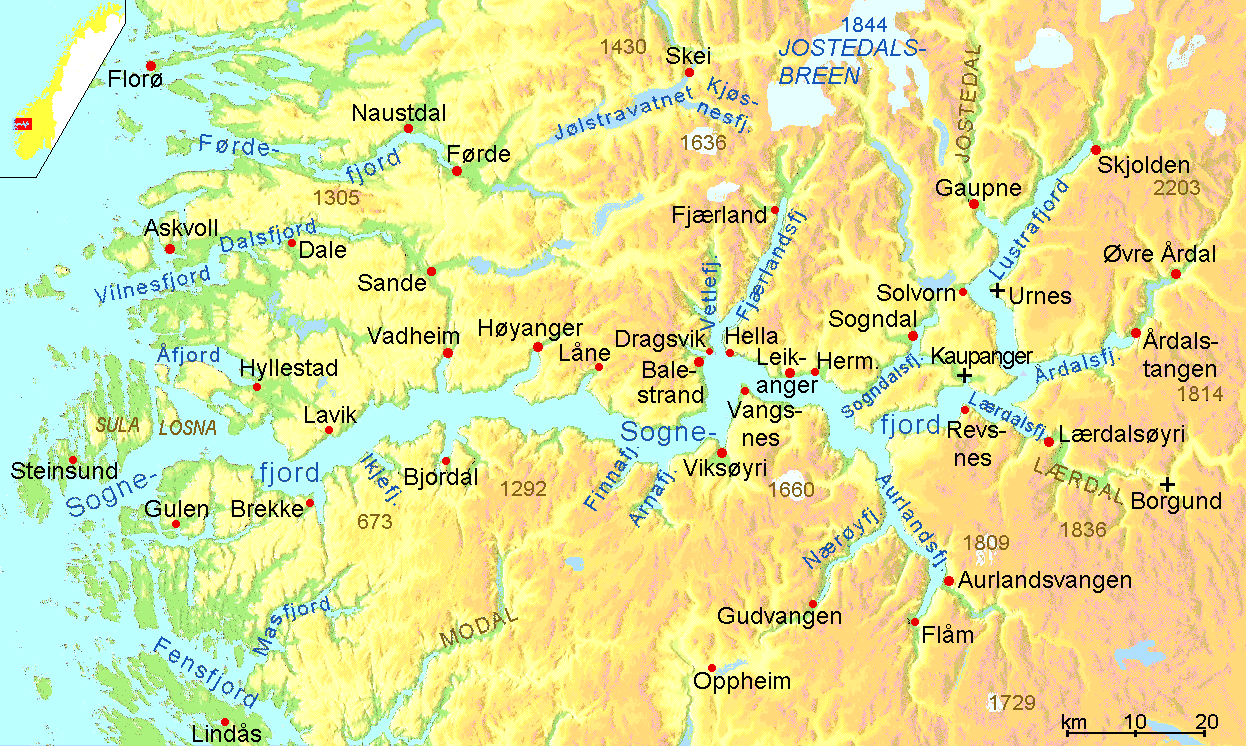
Blassblau: Gletscher; schwarze Kreuze: Stabkirchen.

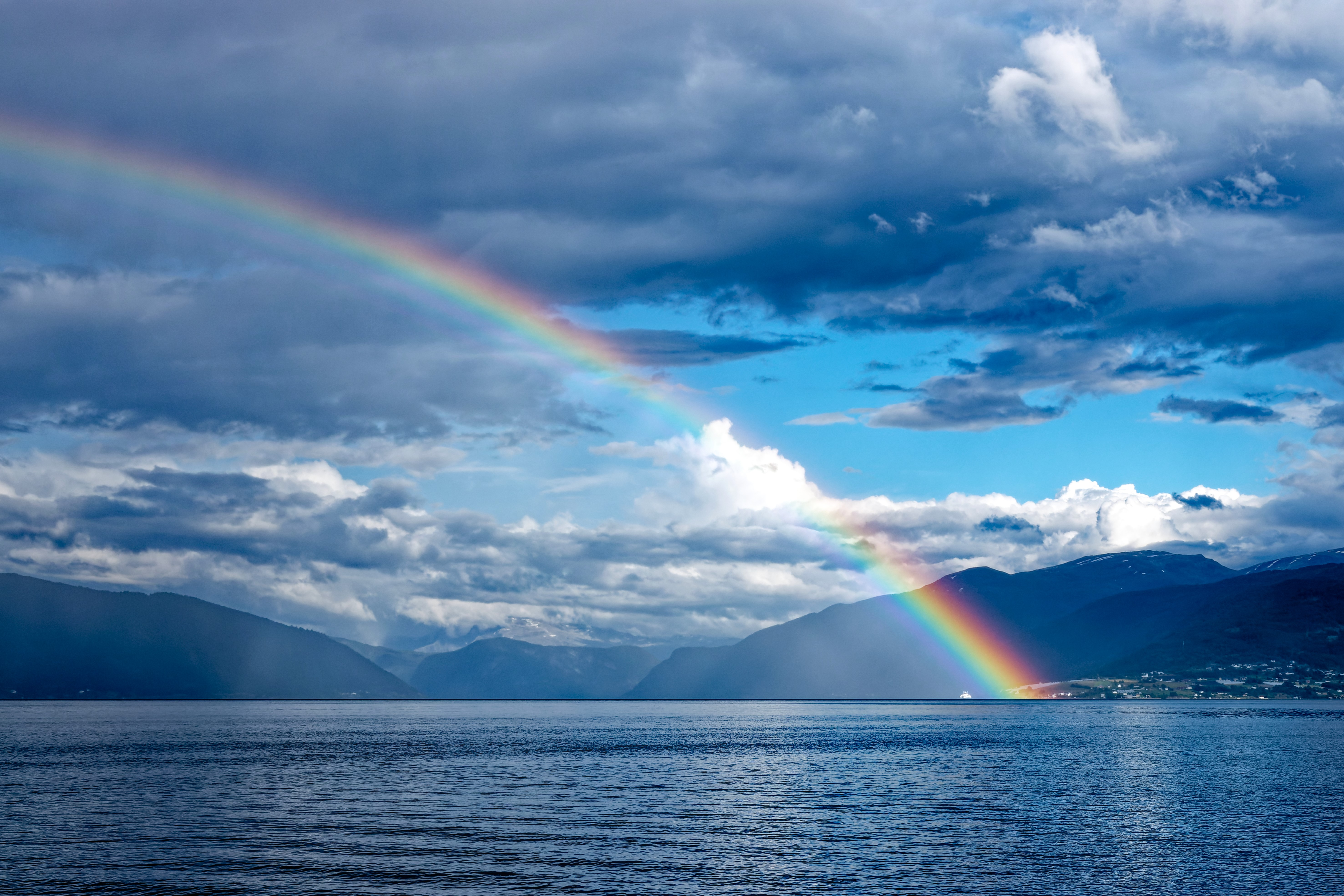
Der Sognefjord unter dem Regenbogen.

Die Landschaft entlang des Fjords hat außer in der Nähe der äußeren Küstenlinie den Charakter von hohem Mittelgebirge mit Übergang zu Hochgebirge. Entlang zwei Dritteln des Hauptfjordes und den meisten seiner Äste werden Höhen von über 1000 m über dem Meer erreicht. Die Hochlagen liegen über der Baumgrenze. Die Hänge sind überwiegend bewaldet, aber an manchen Stellen wird das Ufer von hohen Felswänden aus dunklem Gestein gebildet.

## Klima

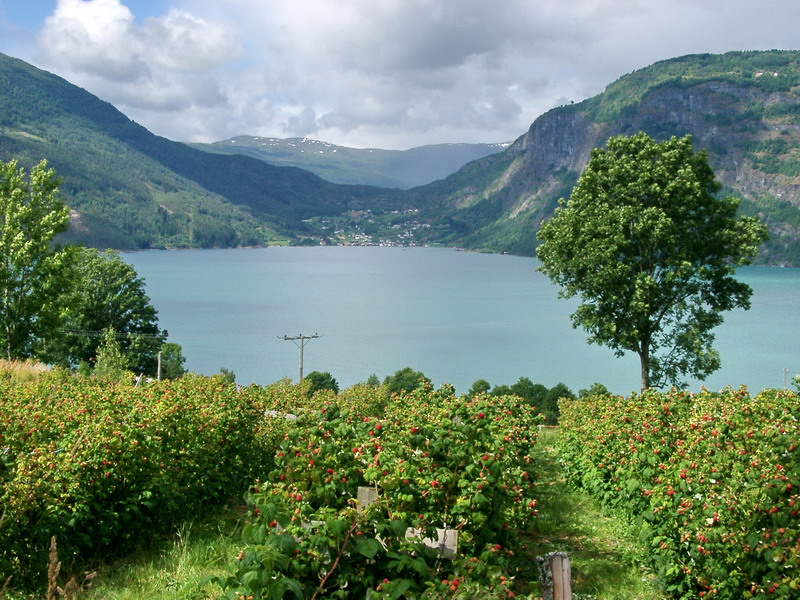
Obstbau bei Urnes

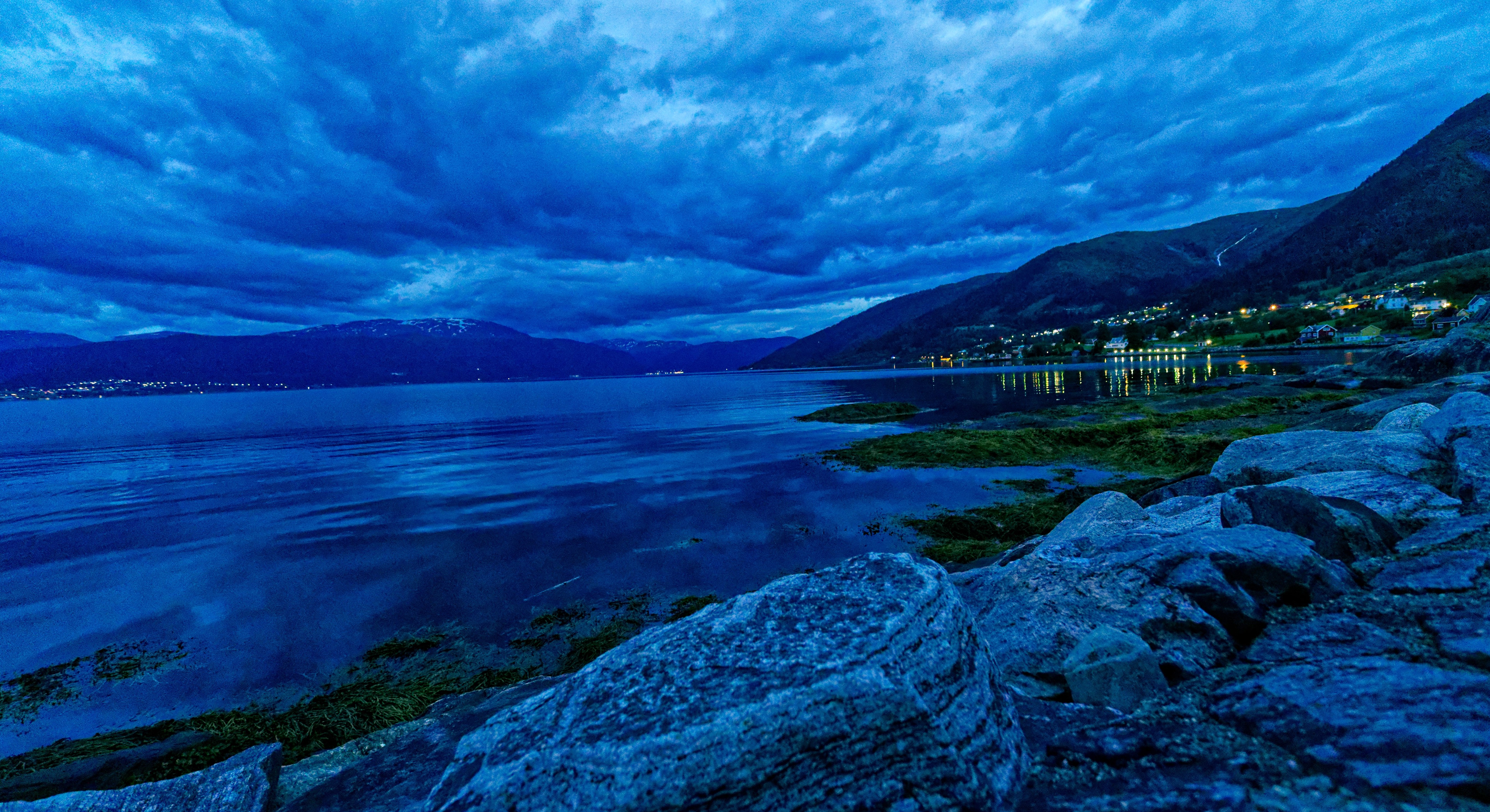
Der Sognefjord bei Nacht von Balestrand gesehen.

Der innere Teil des Fjordes liegt auf der Leeseite hoher Gebirge wie Breheimen (mit dem Gletscher Jostedalsbreen). Darum gibt es einen deutlichen Klimaunterschied zwischen ausgeprägtem Seeklima an der Mündung ins offene Meer und kontinentalerem Klima am inneren Ende des Fjords und seinen Seitenarmen. Vor der Mündung des Fjords liegt unter Wasser eine Felsenschwelle, die aus der Nordsee nur das warme Oberflächenwasser des Golfstroms in den Fjord fließen lässt. Dadurch ist das Klima insgesamt mild und ermöglicht, vor allem am Nordufer, ausgiebigen Obstanbau.

## Orte, Kultur

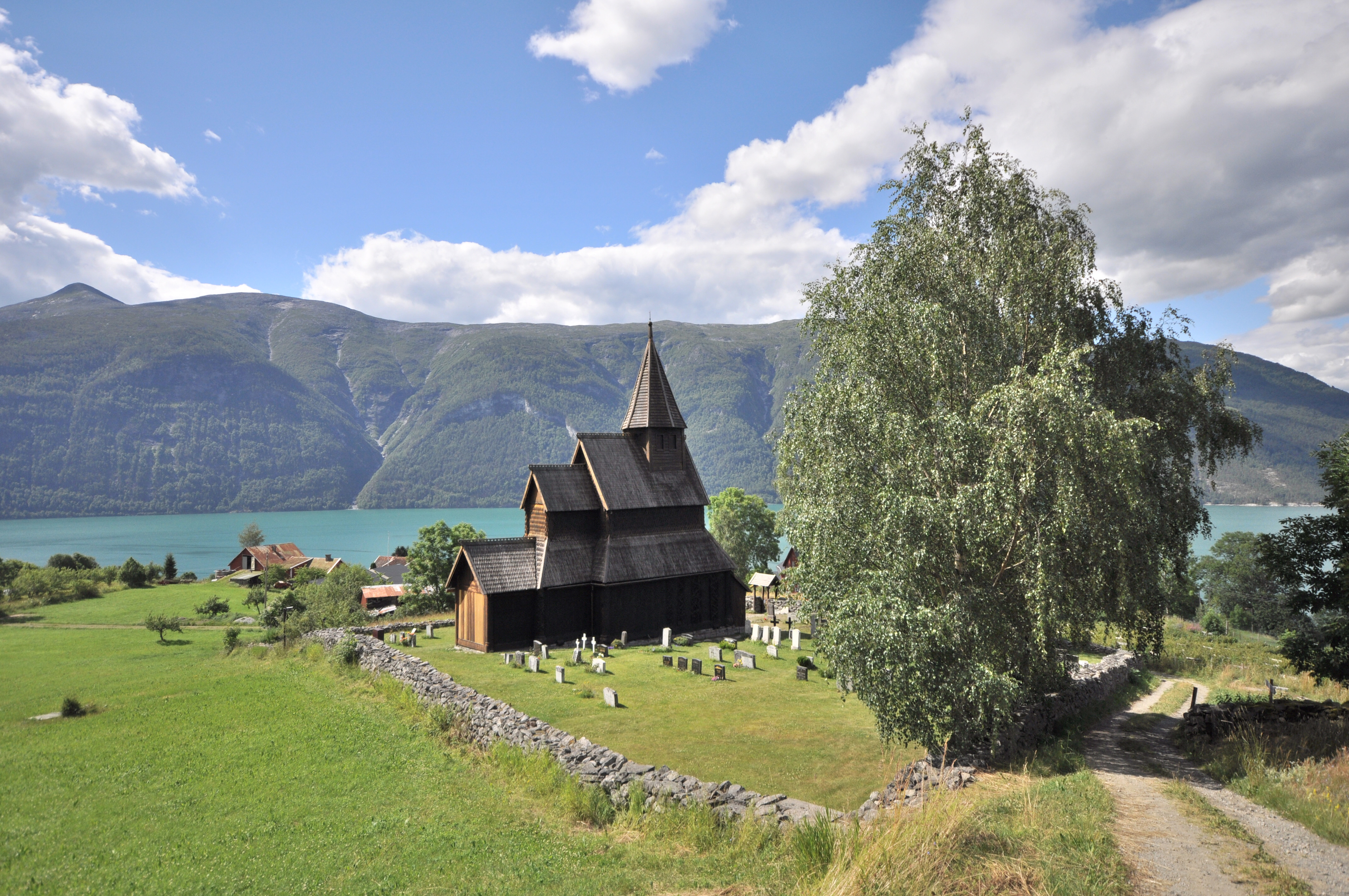
Stabkirche Urnes

In vier Orten am Ufer des Sognefjords stehen Stabkirchen, in Urnes steht die älteste überhaupt erhaltene, eine weitere in Kaupanger. Noch bedeutender ist die Stabkirche von Borgund, 30 Kilometer flussaufwärts des Fjordhafens Lærdalsøyri. Die kleinste Stabkirche Skandinaviens (mit rund 40 Sitzplätzen) ist die Stabkirche Undredal. Auch die Stabkirche Hopperstad in der Gemeinde Vik gehört zu den sehr frühen Gotteshäusern der Region.
Weitere Orte entlang des Fjordes sind u. a. Balestrand, Vadheim, Høyanger, Vik, Leikanger, Gudvangen, Aurland, Flåm, Sogndal, Kaupanger, Lærdal, Hafslo, Marifjøra und Skjolden.

## Infrastruktur

### Verkehr

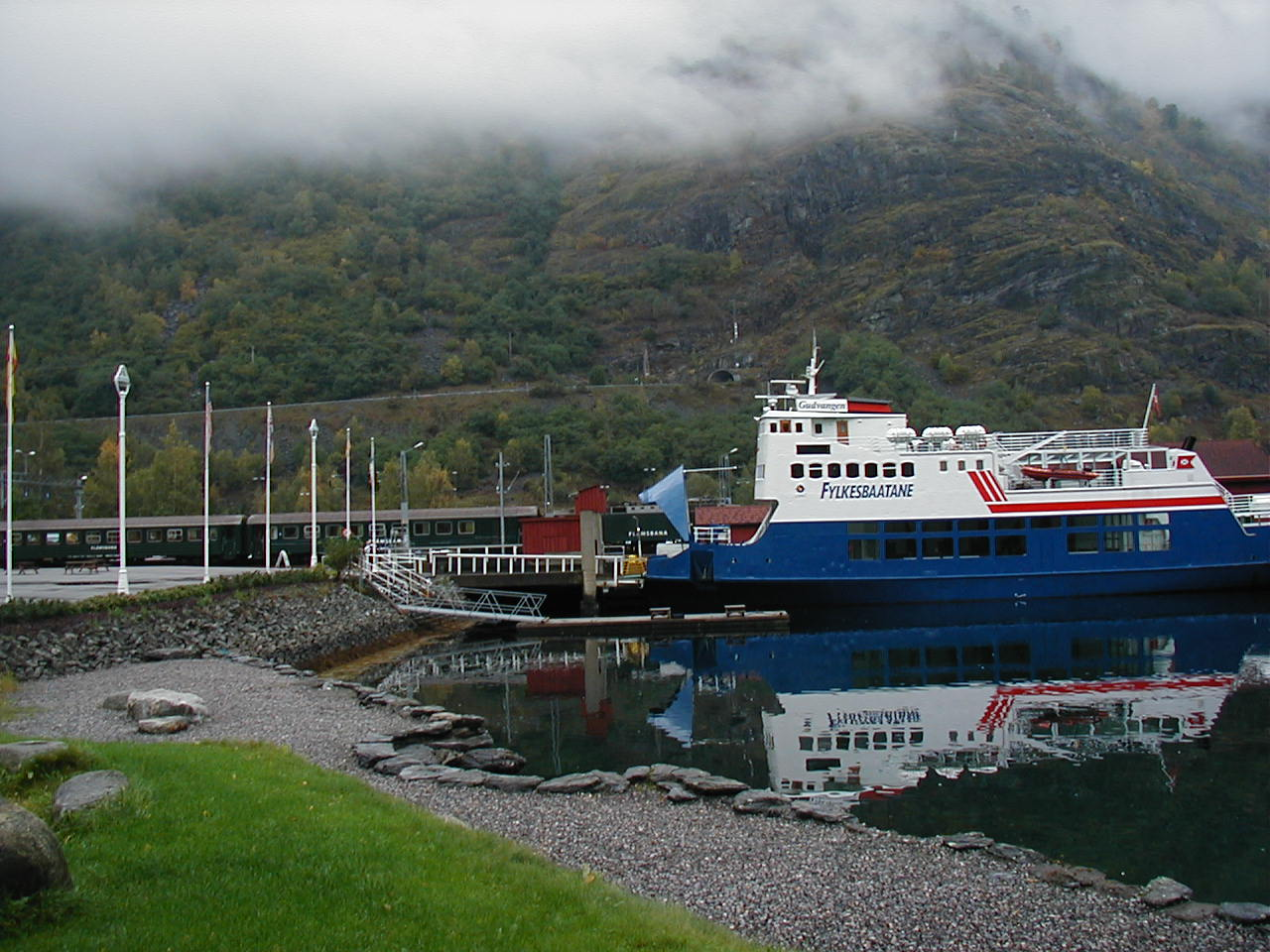
Fähre und Bahnhof in Flåm

Dem Nordufer folgt in fast ganzer Länge eine Straße, die allerdings zwischen Høyanger und Låne durch einen Tunnel geführt ist und zwischen Sogndal und Gaupne großenteils landeinwärts. Im Südosten sind die an die Enden der Seitenfjorde anschließenden Täler Lærdal, Aurland beziehungsweise das benachbarte Flåm und Gudvangen miteinander durch Straßentunnel von jeweils über 20 km Länge verbunden. An mehreren Stellen überqueren Fähren den Fjord, so von Rutledal nach Rysjedalsvika, von Brekke nach Lavik, Balestrand–Hella, Hella–Dragsvik und Dragsvik–Vangsnes, Kaupanger–Revsnes, Kaupanger–Årdalsvangen (Längsverbindung), Mannheller-Fodnes, Solvorn–Urnes.

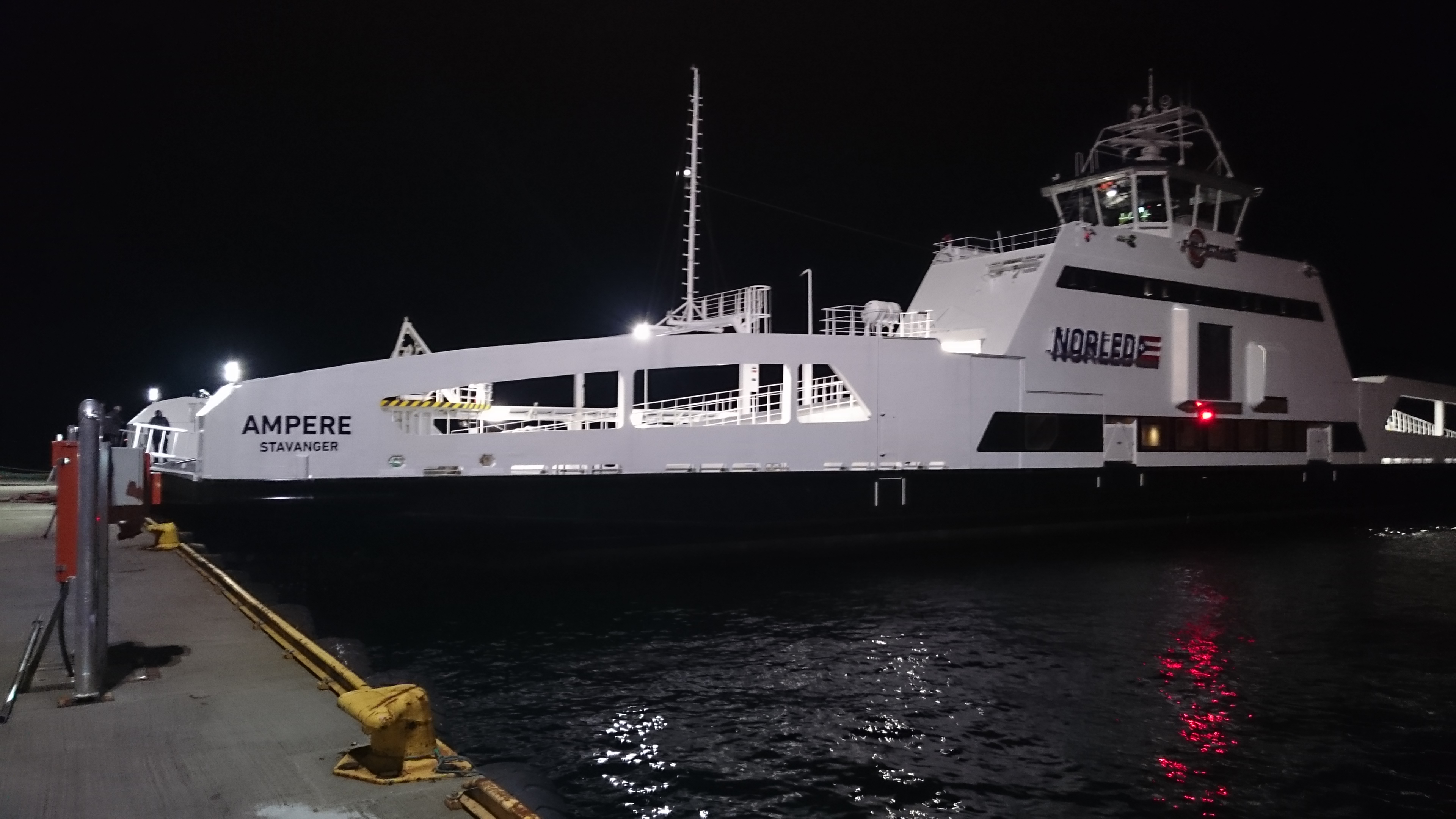
Elektrofähre Ampere

Der Fährbetrieb zwischen Lavik und Oppedal wird seit dem Sommer 2015 durch eine elektrische Leichtbaufähre gewährleistet. Die Ampere wurde von Siemens gemeinsam mit der norwegischen Werft Fjellstrand entwickelt. Sie legt die 6 km lange Strecke im 20-Minuten-Takt 34-mal am Tage zurück. Es handelt sich weltweit um die erste Elektrofähre im Liniendienst.
Flåm am Aurlandsfjord ist durch die 20 km lange steile, aber vollspurige Flåmsbahn mit der Bergenbahn verbunden und hat somit Anschluss an das internationale Schienennetz.

### Energie
Über den Sognefjord und einen Seitenarm, den Aurlandsfjord, sind nahe dem Ort Leikanger mehrere Freileitungen gespannt. Die längste dieser Freileitungskreuzungen hat mit einer Spannweite von 4850 Metern die zweitgrößte Spannweite aller Freileitungskreuzungen weltweit und speist die Elektrizität aus dem Kraftwerk Hermansverk ins landesweite Stromnetz ein. In der Nähe befindet sich auch die Freileitungskreuzung mit der drittlängsten Spannweite von 4520 Metern. Als Hochspannungsmaste kommen an beiden Enden dieser Leitungsüberspannung je drei Abspannmaste (für jede Phase einer) zum Einsatz. Sie sind wegen des tief eingeschnittenen Fjords im Unterschied zu den Hochspannungsmasten der Elbekreuzung 1 und 2 sowie der ehemaligen Stromleitung über die Straße von Messina nicht höher als normale Freileitungsmaste.

## Tourismus

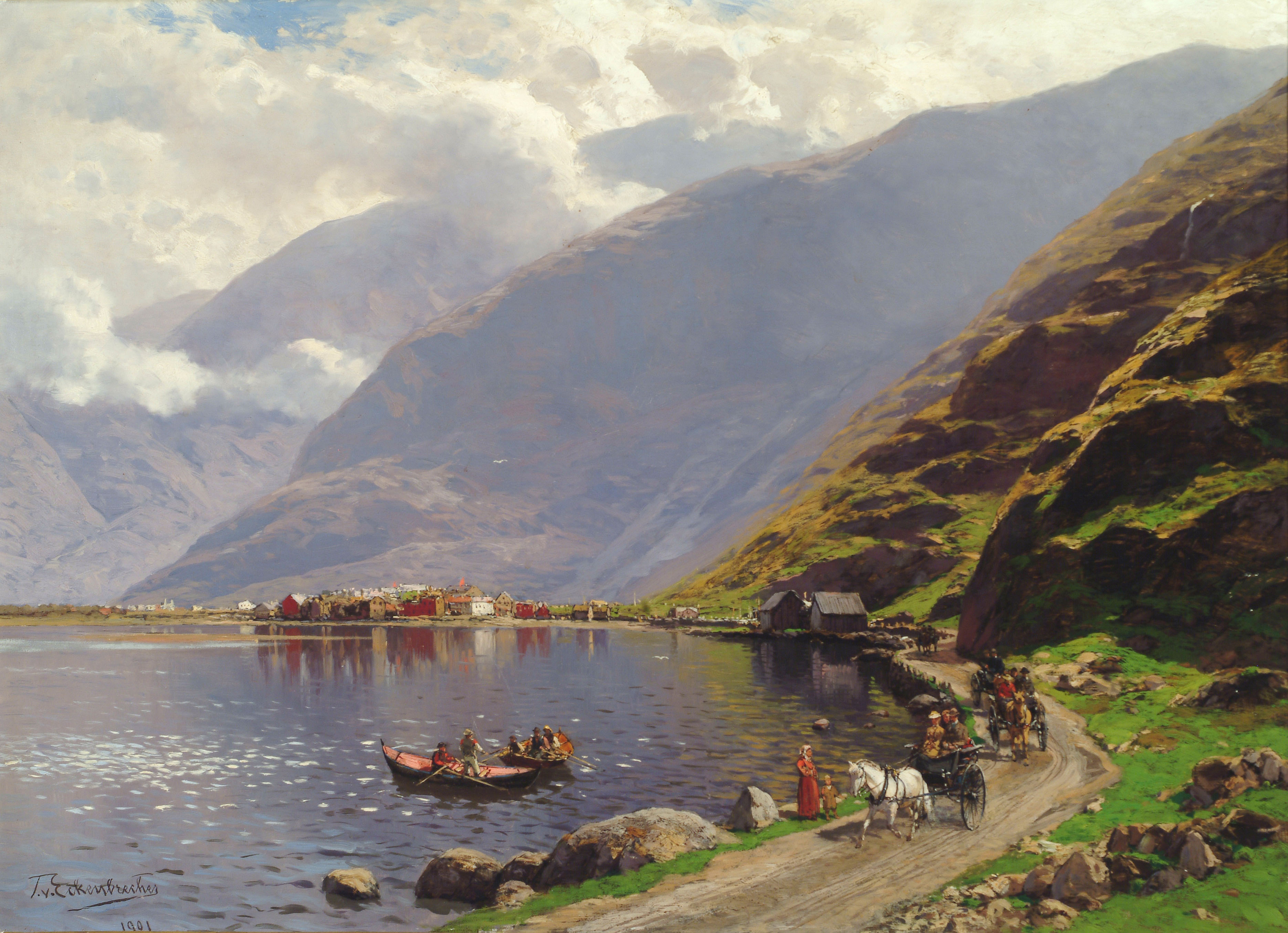
Aussicht über Lærdalsøren, Gemälde von Themistokles von Eckenbrecher (1901)

Die Region Sognefjord zählt zum UNESCO-Welterbe und ist bereits seit langer Zeit attraktiv für Touristen. Sie bietet diverse Nationalparks, wie den Nationalpark Jotunheimen, den Gletschernationalpark Jostedalsbreen und die Täler Aurlandsdalen und Utladalen. Durch den Nationalpark Jotunheimen verläuft der höchstgelegenen Bergpass Nordeuropas, der Sognefjellsveien. Einen weiteren Attraktionspunkt stellt der Vettisfossen in Øvre Årdal dar, mit 275 Meter freier Fallhöhe einer der höchsten Wasserfälle Norwegens.
Neben landschaftlichen Besonderheiten gibt es zahlreiche kulturell interessante Angebote. Das preisgekrönte Norwegische Gletschermuseum in Fjærland, ein Wildlachscenter oder auch Norwegens ältestes Stabkirche, die Stabkirche von Urnes zählen dazu.
Landschaftlich zählt dieser Teil Norwegens zu einer der beliebtesten Wanderregionen Norwegens. Gletscherwanderungen, Kajakfahren auf Fjorden und Gletscherseen und Schifffahrten beziehungsweise Fjordcruises gehören zu populären Outdooraktivitäten.

## U-Boot-Vorfall
Im November 1972 wurde von Küstenanwohnern und Fischern etwas gesichtet, das wie ein Periskop aussah. Man vermutete ein eingedrungenes sowjetisches U-Boot der Whiskey-Klasse. Das norwegische Militär riegelte den Fjord ab und begann eine umfangreiche Suche, die aber nach 14 Tagen erfolglos abgebrochen wurde.